# Ашхарацуйц
«Ашхарацу́йц» (грабар Աշխարհացոյց /ɑʃχɑɾɑʦojts/, букв. «Показ мира») — памятник географии и картографии древней Армении, составленный в начале VII века. Долгое время автором произведения считался Мовсес Хоренаци, однако в настоящее время большинство историков склонны считать автором «Ашхарацуйца» Анания Ширакаци. Памятник фиксирует концепцию армянского национального самосознания и единства.

## Содержание
Источниками труда служили античные географы, ныне почти полностью утерянные среднеперсидские географические сочинения, а также местные закавказские материалы. В первой части «Ашхарацуйц» приводятся общие сведения о мире, о его рельефе, климатических зонах, морях и т. п. Вторая, более пространная часть, содержит описание известных в то время материков — Европы, Ливии (Африки) и Азии. Указывается их расположение, называются народы, населяющие эти материки, отмечены главные моря, горы, реки, полезные ископаемые, флора, фауна и др. Основное внимание в «Ашхарацуйц» уделено описанию стран древнего мира (Кавказ, Восточное Средиземноморье, Передняя Азия) — Армении, Иберии, Алуанку, Малой Азии, Сирии, Ирана, Месопотамии, Азиатской Сарматии.

## Издания
В своём предисловии к русскому переводу «Армянской Географии» (СПб., 1877») К. П. Патканов сообщает, что впервые этот труд был напечатан в оригинале в Марселе в 1683 году. В 1736 году книга была переведена на латинский язык Уильямом Уистоном вместе с «Историей» Мовсеса Хоренаци и издана под одной обложкой с нею под названием «Mosis Chorenensis Geographia». Затем французский перевод был опубликован Антуаном Жаном де Сен-Мартеном во втором томе его книги «Записки об Армении» (фр. Mémoires sur ľArménie; 1819, pp.301—394).
Известными исследователями «Ашхарацуйца» являются С. Т. Еремян, Я. А. Манандян, Г. Х. Саркисян, Э. Л. Даниелян, А. Ж. Арутюнян. Автором «Ашхарацуйца» долгое время считался Мовсес Хоренаци. Однако в последнее время исследователи Э. Л. Даниелян и А. Ж. Арутюнян обоснованно доказали, что окончательный вариант этого первоисточника отредактирован и дополнен Ананием Ширакаци.

## Авторство
Во вводной статье «Записка об эпохе создания „Географии“, приписываемой Мовсесу Хоренаци» (фр. Mémoire sur ľépoque de la composition de la Géographie attribuée à Moyse de Khoren), Сен-Мартен показывает, что «География» содержит целый ряд сведений, названий и словоупотреблений, которые не могли появиться ранее X века, а потому не могла быть написана Хоренаци; Сен-Мартен датировал текст около 950 года. С возражениями Сен-Мартену выступил Гукас Инчичян, однако К. П. Патканов не находит эти возражения убедительными.
Утверждения Сен-Мартена сподвигли мхитаристов подготовить и выпустить в 1843 году в Венеции, в составе собрания сочинений Мовсеса Хоренаци, выверенное издание «Географии», основанное на сличении шести сохранившихся списков. В результате этой работы значительная часть анахронизмов, вызвавшая выводы Сен-Мартена, была устранена. Тем не менее, и выверенный текст оставлял ряд неустранимых свидетельств того, что Хоренаци, живший в V веке, написать его не мог, — например, прямые ссылки на жившего в VI веке Косму Индикоплова. В то же время, по мнению Патканова, в «Географии» не нашло отражения всё более сильное влияние арабов на Персию начиная с VII века, и это, наряду с разными частными соображениями, дало ему основания датировать книгу первой половиной VII века, а в качестве её автора предложить Анания Ширакаци.